# メッド・ビュー航空
メッド・ビュー航空（Med-View Airline）は、2007年に設立されたナイジェリアのラゴスを拠点とする航空会社。主にメッカへの巡礼であるハッジの季節に合わせたチャーター便を運行した。2012年11月からは国内定期便の運航も開始した。

## 就航路線
2013年1月8日現在、以下の空港へ就航している。
- ナイジェリア
  - アブジャ – ンナムディ・アジキウェ国際空港
  - ラゴス – ムルタラ・モハンマド国際空港 ハブ
  - ポートハーコート – ポートハーコート国際空港
  - ヨラ – ヨラ空港
  - エヌグ - アカヌ・イビアム国際空港

## 機材
2013年8月現在、以下の機材で運航している。
ハッジの時期にはボーイング747とボーイング767を利用してチャーター便を運航している。